# برونو ميغيل سوزا سيلفا
برونو ميغيل سوزا سيلفا (15 مايو 1996 في البرتغال - ) هو لاعب كرة قدم برتغالي في مركز الدفاع.

## وصلات خارجية
- برونو ميغيل سوزا سيلفا على موقع Soccerway.com (الإنجليزية)
- برونو ميغيل سوزا سيلفا على موقع AS.com (الإسبانية)